# David Gravenhorst
David Gravenhorst (* in Bochum) ist ein deutscher Theater-Regisseur und Schauspieler.

## Leben und Wirken
Er ist der Bruder des Organisten Tobias Gravenhorst und wohnt heute in Hamburg.
Nach dem Abitur in Siegen/Westfalen hat er eine Ausbildung zum Schauspieler und Regisseur am Mozarteum in Salzburg abgeschlossen. Sein erstes Engagement als Schauspieler hatte er in der Spielzeit 1983/1984 am Landestheater Tübingen. Von 1985 bis 1989 arbeitete er als Schauspieler und Regieassistent bei den Luisenburg-Festspielen in Wunsiedel. In der Spielzeit 1999/2000 und 2000/2001 war er Regisseur des Oldenburgischen Staatstheater. Heute ist er Regisseur im Ohnsorg-Theater Hamburg. Seit 1986 inszeniert er als freischaffender Regisseur u. a. in Göttingen, Nordhausen, Oldenburg, Luzern, Krefeld, Mönchengladbach, Stuttgart und Hamburg.
Auch im Ausland ist er kein Unbekannter – seit 1988 inszeniert er immer wieder mit der französischen Regisseurin Anne Delbée als Assistent und künstlerischer Mitarbeiter in Paris und Nancy bei (u. a.) Phèdre/Jean Racine, Hernani/Victor Hugo, Tête d'or(Goldhaupt)/Paul Claudel.
Neben Theater-Regisseur und Schauspieler ist er auch als Produktionsleiter, Drehbuchautor, Regieassistent, Dramaturg und Dozent tätig.

## Theater
(Inszenierung, Regie)
- 1990 Hamlet, William Shakespeare – Theater Nordhausen
- 1990 Onkel Wanja, Anton Tschechow – Theater Nordhausen
- 1994 Die Unbeständigkeit der Liebe, Pierre Carlet de Marivaux – Oldenburgisches Staatstheater
- 1994 Minna von Barnhelm, Gotthold Ephraim Lessing – Luzerner Theater
- 1995 Engelchens Sturmlied, Harald Kuhlmann – Oldenburgisches Staatstheater
- 1997 City of Angels, Larry Gelbart (Jazz-Musical) – Stadttheater Krefeld/Mönchengladbach (Regie zusammen mit Zoltan Spirandelli)
- 1998 Der Diener zweier Herren, Carlo Goldoni – Oldenburgisches Staatstheater
- 2000 My Fair Lady, Alan Jay Lerner – Oldenburgisches Staatstheater
- 2001 Bunbury, Oscar Wilde -
- 2001 Kugeln überm Broadway, Woody Allen -
- 2002 König Ödipus, Sophokles/Hugo von Hofmannsthal – Werkbühne Berlin (siehe TheaterBurg Roßlau)
- 2004 Monsieur Ibrahim und die Blumen des Koran, Eric Emmanuel Schmitt – Forum Theater Stuttgart
- 2004 Die Glut, Sándor Marai – Forum Theater Stuttgart
- 2005 Purgatorio, Ariel Dorfman – Forum Theater Stuttgart
- 2007 Wenn de Leev nich weer (Lovers at Versailles), Bernard Farell – Ohnsorg-Theater Hamburg, Forum Theater Stuttgart, Stadttheater Pforzheim
- 2008 Penthesilea-Projekt, Renate Günzel-Horatz – Freie Schauspielschule Hamburg
- 2008 Swieg still, Jung, Fitzgerald Kusz – Ohnsorg-Theater Hamburg
- 2009 Liebe auf den ersten Blick (Lovers at Versailles), Bernhard Farrell – Theater Pforzheim

des Weiteren: Endspiel, Samuel Beckett und Der Theatermacher, Thomas Bernhard

## Filmografie
Bei fast allen Filmbeteiligungen arbeitete er mit Regisseur Zoltan Spirandelli zusammen.
- 1988: Der Hahn ist tot (interaktiver Kurzfilm) – Inszenierung gemeinsam mit Claudia Fink (Regie: Zoltan Spirandelli)
- 1993: Wie Erwin Stuntz den Sexfilm drehte (experimenteller Kurzfilm) – Inszenierung (Regie: Zoltan Spirandelli)
- 1995: Anekdote aus dem letzten preußischen Kriege (Kurzfilm) – Produktionsleiter (Regie: Zoltan Spirandelli) (siehe auch: Anekdote aus dem letzten preußischen Kriege)
- 1996: Monika (experimenteller Kurzfilm) – Inszenierung (Regie: Zoltan Spirandelli)
- 1998: Ufos über Waterlow (TV) – Schauspieler (Regie: Zoltan Spirandelli)
- 1999: Dr. Stefan Frank – Der Arzt, dem die Frauen vertrauen – Leben und Freiheit
- 2000: St. Angela (TV-Serie: Staffel 5, Folge 3) Wettlauf um Chicago – Schauspieler (Regie: Jürgen Weber)
- 2001: Jonathans Liebe (TV) – Schauspieler (Regie: Zoltan Spirandelli)
- 2002: Vaya con Dios – Und führe uns in Versuchung – Schauspieler, Regieassistenz, Dramaturg, Mitarbeit am Drehbuch, Audiokommentar (Regie: Zoltan Spirandelli)
- 2006: Einsatz in Hamburg (TV-Serie: Staffel 1, Folge 7) Mord auf Rezept – Schauspieler (Regie: Walter Weber)
- 2006: Mein süßes Geheimnis
- 2008: Stürmische Zeiten (TV) – Schauspieler (Regie: Zoltan Spirandelli)
- 2009: Flemming (TV-Serie: Staffel 1, Folge 5) Das hohe Lied – Schauspieler (Regie: Zoltan Spirandelli)
- 2009: Die Akte Golgatha (TV) – Organisator der Dreharbeiten als 2nd Unit Regisseur (Regie: Zoltan Spirandelli)
- 2011: Notruf Hafenkante (TV-Serie: Schlangenbiss) – Schauspieler
- 2018: Mord im Alten Land – Schauspieler

## Lesungen/Erzähler
- 2005 König David, Arthur Honegger (Erzähler der Lebensgeschichte Davids) – Kantorei Siegen
- 2006 Denn Liebe ist stark wie der Tod (siehe: Liste geflügelter Worte/L49), Motetten zum Hohenlied – Klosterkirche Medingen und St. Michaelis Lüneburg
- 2006 Mozart auf der Reise nach Prag, Novelle von Eduard Mörike – St. Jacobi-Kirche Bleckede (mit Tobias Gravenhorst – Orgel)
- 2007 Alte Meister, Komödie von Thomas Bernhard – Künstlerhaus Lauenburg/Elbe
- 2008 „Mein lieber Theo!“ – Vincent van Gogh schreibt an seinen Bruder – Künstlerhaus Lauenburg/Elbe

## Lehrtätigkeit
David Gravenhorst arbeitet auch als Dozent für Grundlagen-, Rollen-, Szenenstudium und Programme am Bühnenstudio für darstellende Künste, und ist Professor an der Hochschule für Musik und Theater sowie seit Sommer 2007 an der Freien Schauspielschule Hamburg.

## Sonstiges
Er betreut die Internetseite Kirche im Fluss.